# Công chúa Arabela
Công chúa Arabela, hay Nàng Arabela (Tiếng Czech: Arabela, A-ra-bê-la) là một bộ phim truyền hình giả tưởng được phát bằng tiếng Czech của điện ảnh Tiệp Khắc ra đời năm 1979.
Bộ phim đã đi vào lịch sử Điện ảnh Tiệp Khắc và Cộng hòa Czech với sự thành công khi hòa trộn hai thế giới hiện thực và những câu chuyện cổ tích mộng mơ.

## Nội dung
Ở vương quốc những câu chuyện cổ tích, nàng công chúa xinh đẹp, duyên dáng Arabela phải chạy trốn khỏi cuộc truy đuổi của tên phù thủy độc ác Rumburak từ thế giới thần tiên đến thế giới hiện đại.
Trong thế giới hiện đại, Arabela gặp một anh sinh viên chăm chỉ tên là Petr Majer. Dần dần, giữa họ đã nảy nở một mối tình đẹp. Những chuyến phiêu lưu kỳ thú bằng phép thuật, một chiếc nhẫn thần kỳ, một cái đĩa chứa sự thật, chiếc va li biết bay cùng rất nhiều những điều thần diệu trong thế giới cổ tích đóng vai trò quan trọng trong suốt 13 tập phim.

## Diễn viên
- Vladimír Menšík - ông Karel Majer
- Stella Zázvorková - bà Majerová
- Vladimír Dlouhý - Petr Majer
- Jana Nagyová - Công chúa Arabela
- Dagmar Patrasová - Công chúa Xénie chị của Arabela
- František Peterka - Fantomas
- Milan Neděla - viên tướng
- Jiří Lír - královský rádce
- Luděk Kopřiva - ředitel školy
- Luba Skořepová - ježibaba
- Petr Svojtka - pháp sư Jiří
- Jana Andresíková - čarodějnice
- Jan Kraus - spolužák Petra
- Jiří Pleskot - školní inspektor
- Jiří Lábus - phù thủy Rumburak
- Josef Dvořák - vodník
- Jiří Kodet - režisér Novák
- Vlastimil Brodský - Král Hyacint
- Jiří Sovák - čaroděj Vigo
- Jiří Hrzán - televizní asistent Gros
- Iva Janžurová - cô giáo Milerová
- Ondřej Kepka - thằng Honzík, em trai của Petr Majer
- František Filipovský - čert Blekota
- Stanislav Hájek - Pekota
- Jiří Krytinář - Mekota
- Václav Lohniský - zloděj Fousek
- Antonín Jedlička - učitel Adam
- Veronika Týblová - cô bé Mařenka
- Ivana Andrlová - spolužačka Petra
- Helena Růžičková - vypravěčka pohádek
- Věra Kalendová - žena v kuchyni
- Jana Drbohlavová - paní Hermanová
- Lenka Kořínková - pokojská
- Alena Procházková - expert umění
- Ludmila Roubíková - žena v kuchyni

## Bên lề
Đối với thế hệ khán giả Việt Nam sinh ra trong hai thập niên cuối thế kỷ XX, bộ phim gợi lại những ký ức ngọt ngào về tuổi thơ, khi chỉ biết đến điện ảnh qua màn hình TV đen trắng.
"Công chúa Arabela" đến với khán giả nhỏ tuổi Việt Nam năm 1984 trong những năm cuối thời kỳ bao cấp chuyển sang đầu thời kỳ đổi mới, khi cuộc sống đã khấm khá và cởi mở hơn. Không chỉ có vậy, vào năm 1987, một cuốn truyện dựa trên nội dung bộ phim cũng đã ra đời cùng thời và rất được yêu thích.